# 1970-1971シーズンのNBA
1970-1971シーズンのNBAは、NBAの25回目のシーズンである。

## シーズン前

### ドラフト
この年のドラフトはNBA史の中でも有数の当たり年とされている。この年に指名された選手の中から、NBAを代表するポイントガードとなるピート・マラビッチやネイト・アーチボルド、デトロイト・ピストンズから全体1位指名を受けたボブ・レイニア、デイブ・コーウェンス、カルヴィン・マーフィーら5人の選手が殿堂入りを果たしており、うちマラビッチ、コーウェンス、アーチボルドは『偉大な50選手』にも選ばれている。他にもルディ・トムジャノビッチ、サム・レイシー、ジョン・ジョンソン、ジェフ・ペトリーらが指名を受けている。

### リーグの拡張
1960年代はベトナム戦争の激化、公民権運動の活発化などの政情不安がアメリカを覆った時代であり、人々は世の中に広がる閉塞感から逃れるため、積極的に娯楽を求めた。その結果アメリカではプロスポーツブームが起こり、各プロリーグは大きな成長を見せ、バスケ界ではABAの誕生を促したが、なかでもNBAの成長は目覚しいものがあった。
このシーズンの5年前である1965年当時、NBAには9チームが所属しており、登録されている選手数は108人、リーグ全体の試合数は360試合だった。そしてNBAはその後の5年間で著しい発展を遂げ、このシーズンには新たにポートランド・トレイルブレイザーズ、バッファロー・ブレーブス（後のロサンゼルス・クリッパーズ）、クリーブランド・キャバリアーズが創設され、チーム数は17となり、BAAがNBLを吸収してNBAとなった1949年の数字まで回復した。登録選手数は204人、総試合数は697試合にまで増加した。NBAは僅か5年の間で、その規模をほぼ倍にまで拡張したのである。観客動員数も飛躍的に伸び、1965-66シーズンの観客動員数は200万人強だったのが、このシーズンには500万人を突破した。冬の1950年代を過ごしたNBAにとって1960年代後半はまさに高度成長の時代だった。
しかしNBAの高度成長はこの年を境に頭打ちとなる。ABAとの競争の加熱による疲弊と、リーグの強引な拡大策が市場への供給過剰に繋がり、さらにスキャンダルが追い討ちとなり、NBAは再び冬の時代となる1970年代へと突入していくのである。

### その他
- チーム数の増加に伴ってリーグは再編され、これまでの2デビジョン制からイースタン・カンファレンスとウエスタン・カンファレンスに分かれた、2カンファレンス4デビジョン制となった。各デビジョンから上位2チームがプレーオフに進出する。
- オスカー・ロバートソンが会長を務めるNBPA（選手会）がフリーエージェント選手獲得のための保証金制度撤廃を求めて、球団オーナーに訴訟を起こした。一般的に「オスカー・ロバートソン訴訟」として知られるこの訴訟は、後のフリーエージェント制度創設に繋がる。

## シーズン

### オールスター
- 開催日：2月12日
- 開催地：サンディエゴ
- オールスターゲーム　ウエスト 108－107 イースト
- MVP：レニー・ウィルケンズ　（シアトル・スーパーソニックス）

### イースタン・カンファレンス
| チーム                   | 勝 | 負 | 勝率 | ゲーム差 |
| ------------------------ | -- | -- | ---- | -------- |
| ニューヨーク・ニックス   | 52 | 30 | .634 | -        |
| フィラデルフィア・76ers  | 47 | 35 | .573 | 5        |
| ボストン・セルティックス | 44 | 38 | .537 | 8        |
| バッファロー・ブレーブス | 22 | 60 | .268 | 30       |

| チーム                         | 勝 | 負 | 勝率 | ゲーム差 |
| ------------------------------ | -- | -- | ---- | -------- |
| ボルチモア・ブレッツ           | 42 | 40 | .512 | -        |
| アトランタ・ホークス           | 36 | 46 | .439 | 6        |
| シンシナティ・ロイヤルズ       | 33 | 49 | .402 | 9        |
| クリーブランド・キャバリアーズ | 15 | 67 | .183 | 27       |

### ウエスタン・カンファレンス
| チーム                   | 勝 | 負 | 勝率 | ゲーム差 |
| ------------------------ | -- | -- | ---- | -------- |
| ミルウォーキー・バックス | 66 | 16 | .805 | -        |
| シカゴ・ブルズ           | 51 | 31 | .622 | 15       |
| フェニックス・サンズ     | 48 | 34 | .585 | 18       |
| デトロイト・ピストンズ   | 45 | 37 | .549 | 21       |

| チーム                             | 勝 | 負 | 勝率 | ゲーム差 |
| ---------------------------------- | -- | -- | ---- | -------- |
| ロサンゼルス・レイカーズ           | 48 | 34 | .585 | -        |
| サンフランシスコ・ウォリアーズ     | 41 | 41 | .500 | 7        |
| サンディエゴ・ロケッツ             | 40 | 42 | .488 | 8        |
| シアトル・スーパーソニックス       | 38 | 44 | .463 | 10       |
| ポートランド・トレイルブレイザーズ | 29 | 53 | .354 | 19       |

### スタッツリーダー
| 部門       | 選手                     | チーム                   | AVG  |
| ---------- | ------------------------ | ------------------------ | ---- |
| 得点       | ルー・アルシンダー       | ミルウォーキー・バックス | 31.7 |
| リバウンド | ウィルト・チェンバレン   | ロサンゼルス・レイカーズ | 18.2 |
| アシスト   | ノーム・ヴァン・ライアー | シカゴ・ブルズ           | 10.1 |
| FG%        | ジョニー・グリーン       | シンシナティ・ロイヤルズ | .587 |
| FT%        | チェット・ウォーカー     | シカゴ・ブルズ           | .859 |

### 各賞
- 最優秀選手: ルー・アルシンダー, ミルウォーキー・バックス
- ルーキー・オブ・ザ・イヤー
  - ジェフ・ペトリー, ポートランド・トレイルブレイザーズ
  - デイブ・コーウェンズ, ボストン・セルティックス
- 最優秀コーチ賞: ディック・モッタ, シカゴ・ブルズ

- All-NBA First Team:
  - ルー・アルシンダー, ミルウォーキー・バックス
  - ビリー・カニンガム, フィラデルフィア・76ers
  - ジョン・ハブリチェック, ボストン・セルティックス
  - デイブ・ビン, デトロイト・ピストンズ
  - ジェリー・ウェスト, ロサンゼルス・レイカーズ

- All-NBA Rookie Team:
  - ジェフ・ペトリー, ポートランド・トレイルブレイザーズ
  - ボブ・レイニア, デトロイト・ピストンズ
  - カルヴィン・マーフィー, サンディエゴ・ロケッツ
  - デイブ・コーウェンス, ボストン・セルティックス
  - ピート・マラビッチ, アトランタ・ホークス

- NBA All-Defensive First Team:
  - デイブ・ディバッシャー, ニューヨーク・ニックス
  - ガス・ジョンソン, ボルチモア・ブレッツ
  - ネイト・サーモンド, サンフランシスコ・ウォリアーズ
  - ウォルト・フレイジャー, ニューヨーク・ニックス
  - ジェリー・ウェスト, ロサンゼルス・レイカーズ

### シーズン概要
- 前季、ルー・アルシンダーを獲得したミルウォーキー・バックスは一気にリーグの強豪チームにのし上がったが、このシーズンには更なる飛躍を求めてシンシナティ・ロイヤルズから大物ポイントガードのオスカー・ロバートソンをトレードで獲得した。アルシンダーとロバートソンの史上屈指のデュオに、ボブ・ダンドリッジ、ジョン・マクグロックリンらが脇を固めるバックスはリーグトップのオフェンス力を誇り、チーム全体のFG成功率は史上初の50%オーバーとなる50.9%を記録した。バックスは当時の最長連勝記録となる20連勝を含むリーグトップの66勝をあげ、アルシンダーは得点王とMVPの二冠を達成した。

### 混戦ミッドウエスト
- バックスが在籍するミッドウエスト・デビジョンは4チーム全てが勝率5割以上を記録するリーグ最激戦区となった。シカゴ・ブルズは創部5年目にして初めて勝率5割以上に達し、リーグ3位の高勝率を収める躍進を果たした。従来からの主力選手であるジェリー・スローン、ボブ・ラブに加え、前季にはフィラデルフィア・76ersからチェット・ウォーカーを獲得しており、充実したメンバーが揃っていた。
- フェニックス・サンズ、デトロイト・ピストンズも勝率5割以上を達成したが、プレーオフ出場枠を確保できずプレーオフ進出はならなかった。両チームともセントラル・デビジョンであればデビジョン優勝できた勝率である。サンズはシーズン前に大黒柱のガイル・グッドリッチがロサンゼルス・レイカーズに移籍してしまったが、かわりにニール・ウォーク、クレム・ハスキンズを獲得。コニー・ホーキンス、ディック・ヴァン・アースデールにこの2人が加わったサンズは翌シーズンまで好成績を維持するが、このユニットでプレーオフ出場を果たすことはついぞ無かった。
- ニューヨーク・ニックスと共に長い間リーグの二大お荷物チームとなっていたデトロイト・ピストンズは（ニックスは前季に優勝を果たした）、1967年とこのシーズンのドラフト1位指名でジミー・ウォーカーとボブ・レイニアを獲得し、地道に戦力を整えて15年ぶりとなる勝率5割以上を達成した。ボブ・レイニアと生え抜きのデイブ・ビンは今後数シーズン、ピストンズの主軸となる。

## プレーオフ・ファイナル
|  | カンファレンス準決勝 | カンファレンス準決勝 | カンファレンス準決勝 |            |    | カンファレンス決勝 | カンファレンス決勝 | カンファレンス決勝 |  |  | ファイナル | ファイナル | ファイナル |
|  |                      |                      |                      |            |    |                    |                    |                    |  |  |            |            |            |
|  | M1                   | バックス             | 4                    |            |    |                    |                    |                    |  |  |            |            |            |
|  | P2                   | ウォリアーズ         | 1                    |            |    |                    |                    |                    |  |  |            |            |            |
|  | P2                   | ウォリアーズ         | 1                    |            | M1 | バックス           | 4                  |                    |  |  |            |            |            |
|  | Western Conference   |                      |                      |            | M1 | バックス           | 4                  |                    |  |  |            |            |            |
|  |                      |                      | P1                   | レイカーズ | 1  |                    |                    |                    |  |  |            |            |            |
|  | M2                   | ブルズ               | P1                   | レイカーズ | 1  | 3                  |                    |                    |  |  |            |            |            |
|  | M2                   | ブルズ               |                      |            |    | 3                  |                    |                    |  |  |            |            |            |
|  | P1                   | レイカーズ           | 4                    |            |    |                    |                    |                    |  |  |            |            |            |
|  |                      |                      |                      |            |    |                    |                    |                    |  |  | M1         | バックス   | 4          |
|  |                      |                      | C1                   | ブレッツ   | 0  |                    |                    |                    |  |  |            |            |            |
|  | A1                   | ニックス             | 4                    |            |    |                    |                    |                    |  |  |            |            |            |
|  | C2                   | ホークス             | 1                    |            |    |                    |                    |                    |  |  |            |            |            |
|  | C2                   | ホークス             | 1                    |            | A1 | ニックス           | 3                  |                    |  |  |            |            |            |
|  | Eastern Conference   |                      |                      |            | A1 | ニックス           | 3                  |                    |  |  |            |            |            |
|  |                      |                      | C1                   | ブレッツ   | 4  |                    |                    |                    |  |  |            |            |            |
|  | A2                   | 76ers                | C1                   | ブレッツ   | 4  | 3                  |                    |                    |  |  |            |            |            |
|  | A2                   | 76ers                |                      |            |    | 3                  |                    |                    |  |  |            |            |            |
|  | C1                   | ブレッツ             | 4                    |            |    |                    |                    |                    |  |  |            |            |            |

- ファイナルMVP：ルー・アルシンダー

絶好調のシーズンを過ごしたミルウォーキー・バックスはプレーオフでも圧倒的強さで勝ち進み、カンファレンス決勝では故障者だらけのロサンゼルス・レイカーズを破ってファイナルに初進出した。東からは予想外のチームが勝ち上がって来た。レギュラーシーズン42勝のボルティモア・ブレッツである。シーズンの成績からみてもバックスの圧倒的優位は明らかだったが、ブレッツは大黒柱のウェス・アンセルドが故障を抱えて成績を落としており、さらにカンファレンス決勝のニューヨーク・ニックスとの激戦でガス・ジョンソンも負傷し、ファイナルの第1・2戦を欠場してしまう不運に見舞われた。ブレッツはアール・モンローが孤軍奮闘したがバックスの前に4戦全敗とあえなく敗退。プレーオフ14戦12勝の高勝率、1959年以来ファイナル史上2度目となるスイープでバックスが初優勝を果たした。創部3年目にしての優勝はNBAの最速記録である。ファイナルMVPを獲得したルー・アルシンダーは、MVP、得点王と合わせて3冠を達成した。

## ラストシーズン
- ベイリー・ハウエル　（1959-71）　ボストン・セルティックス王朝末期で活躍し、2回の優勝に貢献した。
- ボブ・ブーザー　（1960-71）　このシーズンに移籍したミルウォーキー・バックスで見事に初優勝を経験。有終の美をもって引退した。
- エイドリアン・スミス　（1961-71） このシーズンを最後にABAのバージニア・スクワイアーズに移籍。
- トム・メシェリー　（1961-71）